# Solskyana
Solskyana is een geslacht van kevers uit de familie  
kniptorren (Elateridae).
Het geslacht is voor het eerst wetenschappelijk beschreven in 1978 door Dolin.

## Soorten
Het geslacht omvat de volgende soorten:
- Solskyana hirta (Dolin, 1978)
- Solskyana villiger (Solsky, 1881)